# باكاي ديباسي
باكاي ديباسي (بالفرنسية: Bakaye Dibassy)‏ (11 أغسطس 1989 بباريس في فرنسا - ) هو لاعب كرة قدم فرنسي في مركز الدفاع. لعب مع أولمبيك نوازي لو سيك ‏.

## روابط خارجية
- باكاي ديباسي على موقع قاعدة بيانات كرة القدم.إي يو (الإنجليزية)
- باكاي ديباسي على موقع ناشيونال فوتبول تيمز (الإنجليزية)
- باكاي ديباسي على موقع Soccerway.com (الإنجليزية)
- باكاي ديباسي على موقع عالم كرة القدم.نت (الإنجليزية)